# Chailly-lès-Ennery
Chailly-lès-Ennery là một xã trong vùng Grand Est, thuộc tỉnh Moselle, quận Metz-Campagne, tổng Vigy. Tọa độ địa lý của xã là 49° 12' vĩ độ bắc, 06° 14' kinh độ đông. Chailly-lès-Ennery nằm trên độ cao trung bình là 180 mét trên mực nước biển, có điểm thấp nhất là 169 mét và điểm cao nhất là 244 mét. Xã có diện tích 7,29 km², dân số vào thời điểm 1999 là 272 người; mật độ dân số là 37 người/km².

## Thông tin nhân khẩu
| 1962 | 1968 | 1975 | 1982 | 1990 | 1999 |
| ---- | ---- | ---- | ---- | ---- | ---- |
| 171  | 197  | 211  | 230  | 254  | 272  |